# 모데나도
모데나도(이탈리아어: Provincia di Modena)은 이탈리아 에밀리아로마냐주의 도이다. 도청 소재지는 모데나이다. 면적은 2,689 km2, 인구는 686,104(2008)이다.